# Gjerpen Håndball

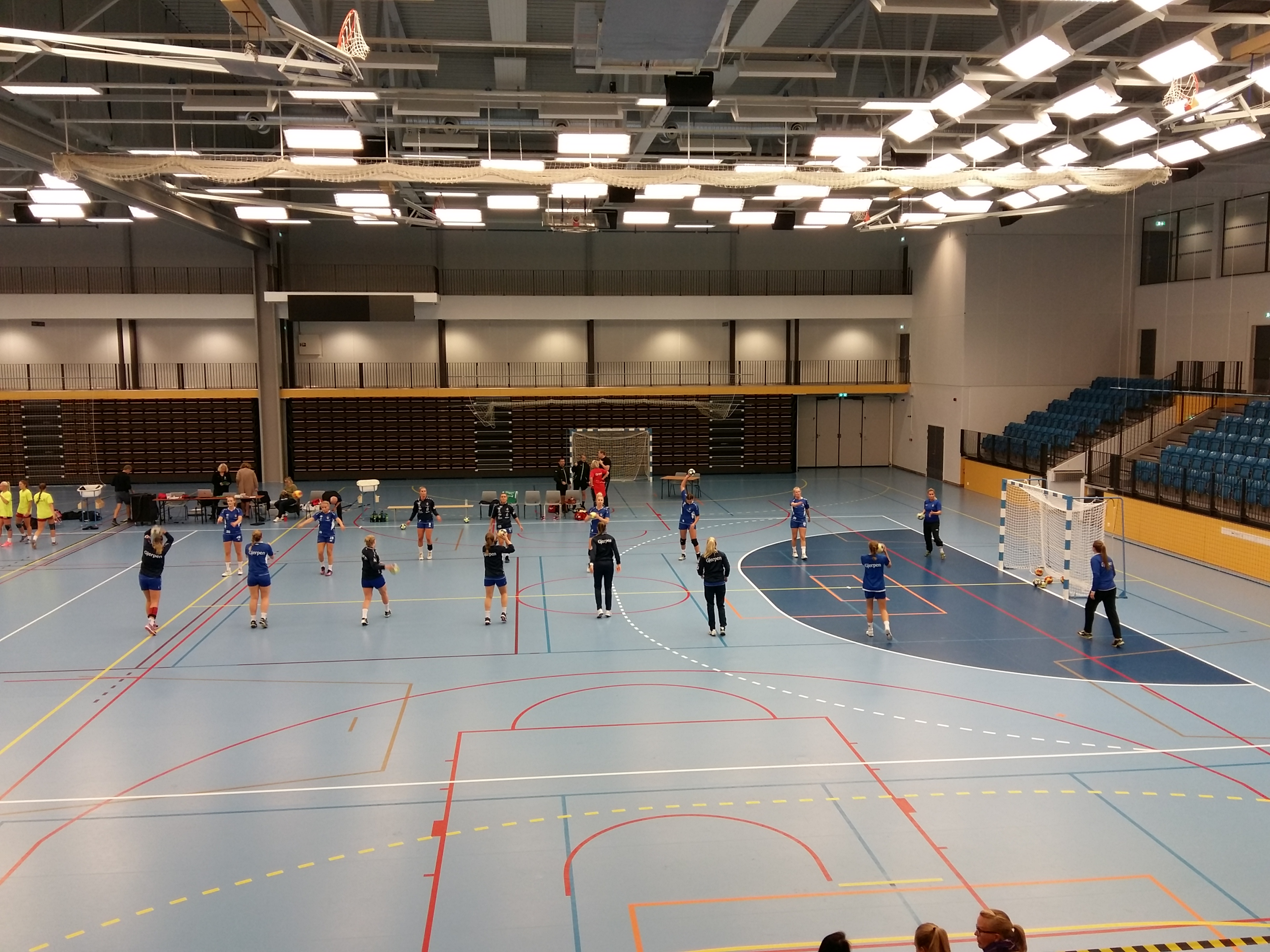
Le Gjerben Håndball à l'échauffement avant un match (30 août 2016).

Le Gjerpen Håndball est un club norvégien de handball féminin. Il s'agit d'une section du club omnisports du Gjerpen Idrettsforening basé à Skien. Il évolue au plus haut niveau national.
Le club possède une longue tradition au plus haut niveau. Il a connu son apogée dans les années 1980 et 1990, avec plusieurs victoires en coupe et en championnat, avec notamment les joueuses internationales comme Siri Eftedal, Hanne Hegh et Anne Migliosi. 
Plus récemment, Anja Edin et Heidi Løke ont porté les couleurs du club dans les années 2000. Le club dispute notamment deux demi-finales de coupe des vainqueurs de coupe en 2006 et 2009.
Les années 2010 sont plus difficiles.  Reléguée en deuxième division à l'issue de la saison 2009-2010, l'équipe fait même un passage en troisième division entre 2011 et 2014. Elle remonte en deuxième division en 2014, avant de retrouver l'élite à l'issue de la saison 2015-2016.

## Palmarès
Compétitions internationales
- Coupe des Villes (C4)
  - finaliste en 1996
- Coupe des vainqueurs de coupe (C2)
  - demi-finaliste en 2006 et 2009
- Coupe de l'IHF (C3)
  - demi-finaliste en 1993

Compétitions nationales
- Championnat de Norvège
  - vainqueur (3) : 1984, 1985 et 1991
  - deuxième (3) : 1988, 1992 et 1993
- Coupe de Norvège
  - vainqueur (5) : 1986, 1987, 1991, 1993, 1994
  - finaliste (1) : 1996

## Personnalités liées au club
Parmi les joueuses ayant évolué au club, on trouve :
- Tone Anne Alvestad Seland
- Kjerstin Andersen
- Anja Edin (2001-2002 et 2004-2008)
- Siri Eftedal
- Ann-Iren Haugen (no)
- Emilie Hegh Arntzen (-2014)
- Hanne Hegh (1981-1993)
- Mia Hundvin (1996-1997)
- Heidi Løke (2002-2007)
- Lise Løke (2003-2006)
- Mirella Mierzejewska (pl) (1990-1995)
- Anne Migliosi
- Jeanette Nilsen
- Ingunn Strøm
- Anne Kjersti Suvdal (2007-2009)
- Cecilie Thorsteinsen
- Raja Toumi (2006-2009)